# جون كينكايد
جون كينكايد (بالإنجليزية: John Kincaid)‏ (و. 1791 – 1873 م) هو سياسي، وقاض، ومحام من الولايات المتحدة الأمريكية ولد في دانفيل.